# Cinclodes palliatus
El churrete de vientre blanco, remolinera ventriblanca o remolinera de vientre blanco, (Cinclodes palliatus), es una especie de ave paseriforme perteneciente al género Cinclodes de la familia Furnariidae. Es endémica del centro de Perú y se encuentra en peligro crítico de extinción.

## Distribución y hábitat
Es un taxón endémico del centro de las montañas del centro de Perú, en Junín, en áreas adyacentes a Lima y —por lo menos anteriormente— en Huancavelica. El ejemplar tipo fue colectado en las montañas de Vitoc, al oeste del macizo de La Oroya, Junín, en la cuenca del río Vitoc. Se la ha registrado en la cordillera de Huayhuash, Lima; y un solo avistamiento de un ejemplar vagante cerca de lago Junín. Una franja de 40 km en la zona central de su distribución es el bastión de la especie, habitando en el 75 % de los pantanos de esa región. En Huancavelica la especie parece haberse extinguido. En búsquedas de la especie en hábitats adecuados en los departamentos de Huancavelica y Ayacucho no se ha podido encontrar ningún ejemplar.
Habita en terrenos pantanosos en altitudes comprendidas entre los 4430 m —la línea de nieve— y los 5000 m. Parece que tiene requerimientos de hábitat muy específicos: ciénagas con afloramientos rocosos y las laderas pedregosas cercanas, bien pobladas de plantas en cojín (por ejemplo Distichia), generalmente en altitudes inmediatamente inferiores a glaciares.

## Descripción
Es uno de los grandes furnáridos con largos totales que rondan los 23 a 24 cm, y pesos de entre 99 y 109 g. Por arriba es pardo rufo vivo con la corona gris pálido; exhibe una ancha banda alar blanca conspícua en vuelo y visible hasta con las alas cerradas. La cola es negruzca con puntas blancas. Por abajo es de color blanco nieve.

## Comportamiento
Por lo general vive en parejas muy dispersas o pequeños grupos de 3 a 7 aves, raramente hasta 12. Son visibles en el terreno abierto que prefiere, pero de repente desaparece por períodos prolongados (¿en agujeros?) para reaparecer nuevamente. Generalmente es vista forrajeando en estanques abiertos, pero también en las rocas cercanas. La cola está casi siempre levantada en un ángulo agudo y también puede estar angulada hacia los lados.

### Alimentación
Busca su alimento entre la vegetación; su dieta se compone de gusanos, anfibios pequeños, e insectos.

### Reproducción
El nido lo coloca bajo rocas o en alguna grieta.

## Estado de conservación
La remolinera ventriblanca ha sido categorizada como «especie en peligro crítico» por la Unión Internacional para la Conservación de la Naturaleza (IUCN). Su población estimada es de sólo entre 50 a 250 ejemplares adultos. Esto equivale a 75 a 374 ejemplares en total, redondeados en 70 a 400 ejemplares. Es rara y local, estando ausente en extensas zonas con hábitat aparentemente adecuado.

## Sistemática

### Descripción original
La especie C. palliatus fue descrita por primera vez por el ornitólogo suizo Johann Jakob von Tschudi en 1844 bajo el nombre científico Cillurus palliatus; su localidad tipo es: «Montaña de Vitoc, cerca de la Hacienda Pacchapata, Junín, Perú».

### Etimología
El nombre genérico masculino «Cinclodes» deriva del género Cinclus, que por su vez deriva del griego «kinklos»: ave desconocida a orilla del agua, y «oidēs»: que recuerda, que se parece; significando «que se parece a un Cinclus»; y el nombre de la especie «palliatus», proviene del latín «palliatus»: encubierto, encapotado.

### Taxonomía
Las similitudes de plumaje sugerían un parentesco próximo con Cinclodes atacamensis, sin embargo, mientras un estudio genético-molecular encontró que eran especies hermanas, un análisis subsiguiente con un muestreo mayor, no corroboró completamente esta tesis. Es monotípica.